# Miss America 2007
Miss America 2007 è l'ottantaseisima edizione del concorso Miss America. Si è tenuto presso il Planet Hollywood Performing Arts Center di Las Vegas il 29 gennaio 2007. Vincitrice del concorso è risultata essere Lauren Nelson, rappresentante dell'Oklahoma.

## Piazzamenti
| Risultato finale  | Concorrente |
| ----------------- | --- |
| Miss America 2007 | - Oklahoma - Lauren Nelson |
| 2ª classificata   | - Texas - Shilah Phillips |
| 3ª classificata   | - Georgia - Amanda Kozak |
| 4ª classificata   | - Mississippi - Taryn Foshee |
| 5ª classificata   | - Alabama - Melinda Toole |
| Top 10            | - California - Jacquelynne Fontaine - Hawaii - Pilialoha Gaison - Pennsylvania - Emily Wills - Utah - Katie Millar - Washington - Kristen Eddings |

### Riconoscimenti speciali
| Riconoscimento                    | Concorrente                   |
| --------------------------------- | ----------------------------- |
| Quality of Life Awards            | - Rhode Island Allison Rogers |
| Miss Talent                       | - Texas - Shilah Phillips     |
| Lifestyle and Fitness in Swimsuit | - Oklahoma - Lauren Nelson    |

## Le concorrenti
- Alabama - Melinda Toole
- Alaska - Stephanie Wonchala
- Arizona - Hilary Griffith
- Arkansas - Amber Bennett
- California - Jacquelynne Fontaine
- Carolina del Nord - Elizabeth Horton
- Carolina del Sud - Shelley Benthall
- Colorado - Janie Allen
- Connecticut - Heidi Alice Voight
- Dakota del Nord - Annette Olson
- Dakota del Sud - Callee Bauman
- Delaware - Jamie Ginn
- Distretto di Columbia - Kate Michael
- Florida - Allison Kreiger
- Georgia - Amanda Kozak
- Hawai - Pilialoha Gaison
- Idaho - Katherine Crouch
- Illinois - Heidi Ekstrom
- Indiana - Betsy Uschkrat
- Iowa - Emily Nicholas
- Isole Vergini Americane - Stacy Smith
- Kansas - Michelle Walthers
- Kentucky - Rachelle Phillips
- Louisiana - Jamie Wilson
- Maine - Karissa Staples
- Maryland - Brittany Lietz
- Massachusetts - Michaela Gagne
- Michigan - Angela Corsi
- Minnesota - Nicole Swanson
- Mississippi - Taryn Foshee
- Missouri - Sarah French
- Montana- Christie Hageman
- Nebraska - Molly McGrath
- Nevada - Caydi Cole
- New Hampshire - Emily Hughes
- New Jersey - Georgine DiMaria
- New York - Bethlene Pancoast
- Nuovo Messico - Christina Hall
- Ohio - Melanie Murphy
- Oklahoma - Lauren Nelson
- Oregon - Donilee McGinnis
- Pennsylvania - Emily Wills
- Rhode Island - Allison Rogers
- Tennessee - Blaire Pancake
- Texas - Shilah Phillips
- Utah - Katie Millar
- Vermont - Sarah Watson
- Virginia - Adrianna Sgarlata
- Virginia Occidentale - Tiffany Lawrence
- Washington - Kristen Eddings
- Wisconsin - Meghan Coffey
- Wyoming - Jenileigh Sawatzke